# Batalion Wartowniczy Norge
Batalion Wartowniczy "Norge" (niem. SS-Wachbataillon "Norge", nor. SS-Vaktbataljonen), inna nazwa Batalion Wartowniczy "Oslo" – ochotniczy oddział wartowniczy Waffen-SS złożony z Norwegów podczas II wojny światowej.
Batalion został sformowany w 1943 r. w Oslo. 1 grudnia tego roku przemianowano go na 6 SS-Wachbataillon. Liczył ok. 360 ludzi. Jego żołnierze pełnili służbę wartowniczo-ochronną w niemieckich obozach koncentracyjnych i obozach jenieckich leżących na obszarze okupowanej Norwegii. Rekrutowali się głównie spośród weteranów frontowych Den Norske Legion i starszych członków faszystowskiej partii Nasjonal Samling. Przechodzili oni szkolenie podstawowe w obozie w Holmestrand.